# Diógenes de Babilonia
Diógenes de Babilonia (en griego antiguo: Διογένης Βαβυλώνιος; en latín: Diogenes Babylonius) c. 230 a. C.– c. 150/140 a. C.) fue un filósofo estoico griego y sirio del siglo II a. C..

## Vida
Natural de Seleucia, en las proximidades de Babilonia, se educó en Atenas bajo los auspicios de Crisipo de Solos. Dirigió la escuela estoica, en relevo de Zenón de Tarso. Entre sus discípulos estaban Panecio de Rodas y Antípatro de Tarso. Parece haber seguido las opiniones de Crisipo, especialmente en dialéctica, en la que instruyó a Carnéades.
Integró la embajada que los griegos mandaron a Roma, junto a Carnéades y Critolao, en el año 155 a. C., para apelar la multa de quinientos talentos imputada a Atenas por la invasión de Oropos. Entregaron sus discursos epidícticos en el Senado. Diógenes agradó a la audiencia por su modo sobrio y templado de hablar.

## Obra
Hizo aportaciones al estoicismo en el campo del lenguaje y de la ética. En el primero, Diógenes diferencia tres planos: sonido, expresión y palabra. Tanto Crisipo como él son los responsables de la división en partes de la oración en: nombre propio, nombre apelativo, conjunción y artículo. En el campo de la ética, estudia la selección racional entre lo indistinto.
Inició al inclinación al eclecticismo, dando cabida a doctrinas académicas y peripatéticas. Acentuó al materialismo estoico, y sustituyó la teoría de la conflagración periódica del Cosmos por la aristotélica de la eternidad del mundo.